# Babekir Zêbarî

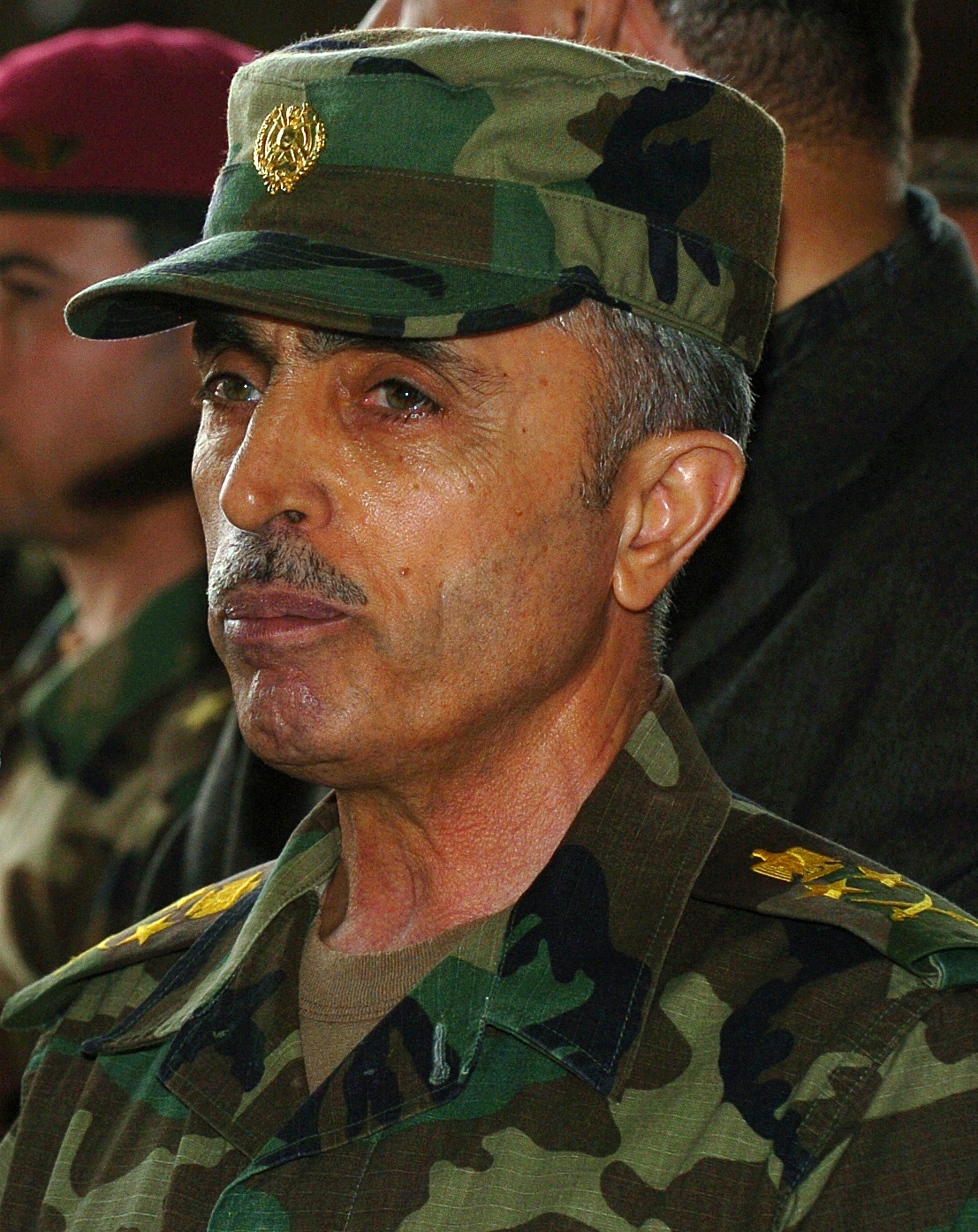
Oberbefehlshaber Babakir Zebari

Babekir Bedirxan Shewkat Zêbarî (kurdisch بابەکر زێباری Babekir Zêbarî; arabisch بابا كر بدرخان شوكت زيباري) ist ein irakisch-kurdischer General in der neuen Irakischen Armee. Von 2004 bis 2015 war er der Oberbefehlshaber der irakischen Armee.

## Karriere
Babakir begann seine militärische Laufbahn 1970 in der irakischen Armee, nach seinem Abschluss an der Militärakademie Rustamiyah in Bagdad. In der Militärakademie erlernt er den Umgang mit der Luftverteidigungsartillerie. Er wurde rasch zum Oberbefehlshaber der irakischen Luftverteidigung befördert und in der Nähe der Grenze zu Jordanien (Israelisch-irakischer Konflikt) eingesetzt. Von 1971 bis 1973 war General Babakir einer der führenden Oberbefehlshaber der irakischen Armee und war mit militärischen technischen Positionen in Bagdad, Tadschi und Habiniyah betraut. 
Die neue arabisch-sozialistische Baath-Partei unter der Führung Saddam Husseins betrieb gegenüber den irakischen Kurden eine Politik der ethnischen Säuberung. Da Babakir kurdischer Herkunft war, verließ er wegen dieser Politik der Regierung 1973 die Armee und trat dem kurdischen Widerstand unter der Führung von Molla Mustafa Barzani bei. Seit 1973 kämpfte General Babakir mit den kurdischen Peschmerga zusammen in Galala (Dohuk) gegen die irakische Armee. Babakir wurde zum stellvertretenden Kommandeur des kurdischen Luftverteidigungsbataillons befördert. Seit 1975 wurde er als ranghöchster Kommandeur der kurdischen Luftverteidigungsbrigade in Amediye zugeordnet.
Nach dem Vertrag von Algier und der Niederlage der Kurden suchten Babakir und seine Familie Zuflucht in den iranisch-kurdischen Gebieten. Im Jahr 1979 kehrte Babakir in den Irak zurück und schloss sich erneut den kurdischen Rebellen an. Er wurde zum Oberbefehlshaber der kurdischen Armee ernannt und ein Mitglied der Demokratischen Partei Kurdistans (DPK). Im Jahr 1989 wurde Babakir Mitglied des Zentralkomitees der DPK. Zwischen 1980 und 1991 stand Babakir in der Region Schaichān und Akrê als Oberbefehlshaber der Luftverteidigung in der Autonomen Region Kurdistan. Im Jahr 1991 war General Babakir der Oberbefehlshaber aller kurdischen Kräfte in der Region Dohuk und Mosul und nahm am Aufstand gegen die Regierung nach dem zweiten Golfkrieg teil. Während des Irakkriegs im Jahr 2003 hatte General Babakir eine wichtige Rolle bei der Unterstützung der Koalitionstruppen in der Region. Im Jahr 2003 wurde Babakir kommandierender General und Stabschef der irakischen Armee. General Babakir spricht fließend Kurdisch, Arabisch und Persisch.

### Militärische Ausbildung
Die allgemeine militärische Ausbildung und Erfahrung von Babakir umschließt die Luftverteidigung, Luftkampf, Nahkampf, Defensivkampf, Untergrundkampf sowie Spezialeinsätze.

## Orden und Auszeichnung
- Barzani Award (die höchste Kurdische Auszeichnung)
- Legion of Merit (Vereinigte Staaten)